# Ballasalla

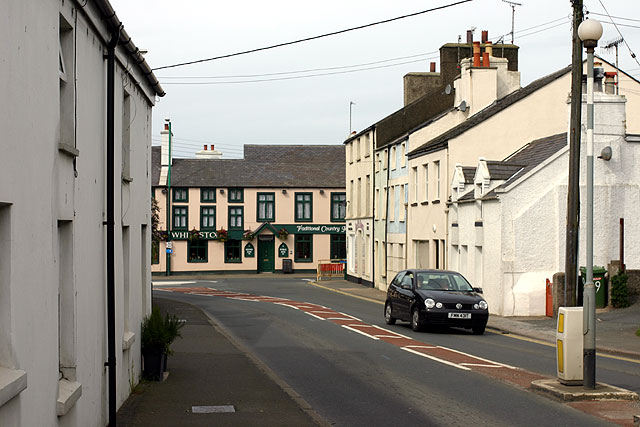
Ballasalla - ulica w mieście

Ballasalla (manx. Balley Sallagh) – miasto na południowo-wschodnim wybrzeżu wyspy Man; 1300 mieszkańców (2006).